# Les Colocs Live 1993–1998
Albums de Les Colocs
Suite 2116
(2001)
Les Colocs Live 1993–1998 est un album enregistré en public du groupe québécois Les Colocs sorti en 2003.

## Liste des titres
| No  | Titre                           | Durée |
| --- | ------------------------------- | ----- |
| 1.  | Passe-moé la puck               |       |
| 2.  | La rue principale               |       |
| 3.  | Juste une p'tite nuite          |       |
| 4.  | Maudit que le monde est beau    |       |
| 5.  | Julie                           |       |
| 6.  | La traversée                    |       |
| 7.  | On va crever en attendant l'été |       |
| 8.  | Dédé                            |       |
| 9.  | Mauvais caractère               |       |
| 10. | Bon yeu                         |       |
| 11. | Le pouding à l'arsenic          |       |
| 12. | Hong Kong Blues                 |       |
| 13. | J'suis snob                     |       |
| 14. | Tassez-vous de d'là             |       |